# 涂淵
涂淵（1526年—？），字時躍，號心宇，江西南昌府南昌縣人，民籍，明朝政治人物。

## 生平
江西鄉試第十一名舉人。嘉靖四十四年（1565年）中式乙丑科二甲第六名進士。兵部观政，本年六月授工部主事，隆慶元年（1567年）九月升员外，二年二月升郎中，六年四月升杭州知府，万历二年（1574年）三月患病致仕，卒。

## 家族
曾祖涂春山；祖父涂鳳池；父涂棟，累赠郎中，母羅氏，累封太宜人。弟涂津（庠生）、涂渭、涂濬。